# Коанда, Анри

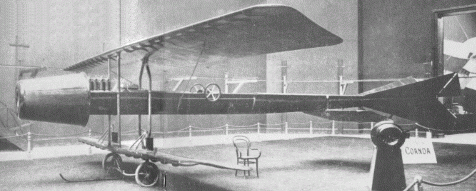
Coanda 1910

Генри Коа́ндэ (рум. Henri Coandă, Анри Коа́ндэ; 7 июня 1886, Бухарест — 25 ноября 1972, там же) — румынский учёный в области аэродинамики, первооткрыватель эффекта Коанды. Один из пионеров авиации, создатель первого в мире проекта самолёта на реактивной тяге, Coandă-1910.

## Биография
Родился в Бухаресте, второй ребёнок в большой семье. Отцом Генри Коанды был известный политик (позже премьер-министр Румынии), генерал Константин Коандэ, профессор математики в Национальной школе мостов и дорог. Мать, Аида Дане, была урождённой француженкой, дочерью врача Гюстава Дане.
С 1896 года учился в Национальном коллеже святого Саввы, через три года, в 1899 году, отец, желавший видеть его военным, перевёл Анри в военное училище в Яссы. В 1903 году Анри Коанда окончил военное училище в звании сержант-майора (аналог прапорщика) и продолжил обучение в Бухаресте в Школе артиллерийских, военных и флотских инженеров. В 1904 году он вместе со своим артиллерийским полком был командирован в Германию, где поступил в Высшую техническую школу в Шарлоттенбурге.
Хотя по образованию Коанда был инженером-артиллеристом, он больше интересовался проблемами воздухоплавания. В 1905 году он сконструировал самолёт для румынской армии. В 1907—1908 годах он продолжил обучение в Институте Монтефиори в Льеже, где познакомился с Джанни Капрони. В 1908 году Коанда вернулся в Румынию для прохождения службы офицером во Втором артиллерийском полку. Однако вскоре он обратился за разрешением выйти в отставку, и, после получения разрешения, совершил автомобильный рейд в Исфахан и далее в Тибет. По возвращении в Европу поступил в Париже во вновь открывшуюся Высшую Национальную Школу Инженеров и Авиаконструкторов (сейчас Высшая Национальная Школа Авиации и Космоса). В 1910 году он закончил её, став первым в своём классе и получив специальность авиаконструктора.
При поддержке инженера Гюстава Эйфеля и математика и пионера авиации Поля Пенлеве, Коанда начал эксперименты по аэродинамике. Так, в одном из экспериментов он прикрепил измерительное устройство к поезду, идущему со скоростью 90 км/ч, чтобы изучить аэродинамику на такой скорости. В другом эксперименте он использовал аэродинамическую трубу для оптимизации профиля крыла самолёта. Позже этот эксперимент привёл к открытию «эффекта Коанда».
В 1910 году в мастерской Джанни Капроне Коанда сконструировал первый прототип реактивного самолёта — самолет Coandă-1910 Его особенность: компрессор, работая от 4-цилиндрового 50-сильного бензинового мотора Clerget, нагнетал воздух в две камеры сгорания, расположенные по бокам фюзеляжа, в которых воздух смешивался с топливом и сгорал, создавая реактивную тягу. Коанда запатентовал эту технологию во Франции в 1910 году и в Великобритании и Швейцарии в 1911 году. Аппарат совершил свой первый и последний полёт в октябре 1910, при огромном стечении публики (ранее в этом же месяце Коанда продемонстрировал своё изобретение на Парижском авиасалоне). За штурвалом находился сам конструктор. Для защиты хвоста от выхлопа двигателя Коанда применил закругленные дефлекторы. В полете дефлекторы отклонили пламя из двигателя на хвост самолёта. Хвостовое оперение сгорело и потерявший управление самолёт врезался в амбар. По легенде Коанда тогда впервые обратил внимание на это явление, названное впоследствии «эффектом Коанда». Coandă-1910 считается одним из предшественников реактивной авиации.
С 1911 по 1914 годы Коанда работал в должности технического директора Bristol Aeroplane Company в Великобритании. Там он сконструировал ряд самолётов, известных как Bristol-Coanda Monoplanes. В 1912 году один из самолётов получил первый приз на Международном конкурсе военных самолётов.
В 1915 году, во время Первой мировой войны, Коанда снова переехал во Францию и работал в компании Делоне-Бельвиль в Сен-Дени. Там он сконструировал три поршневых самолёта, включая Coandă-1916, пропеллеры которых были расположены близко к хвосту. Позже аналогичный дизайн был использован в самолётах Caravelle, при конструировании которых Коанда был техническим консультантом.

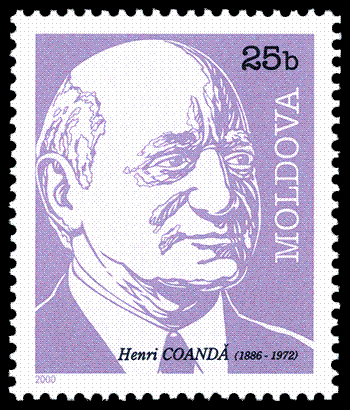
Почтовая марка Молдовы, 2000 год

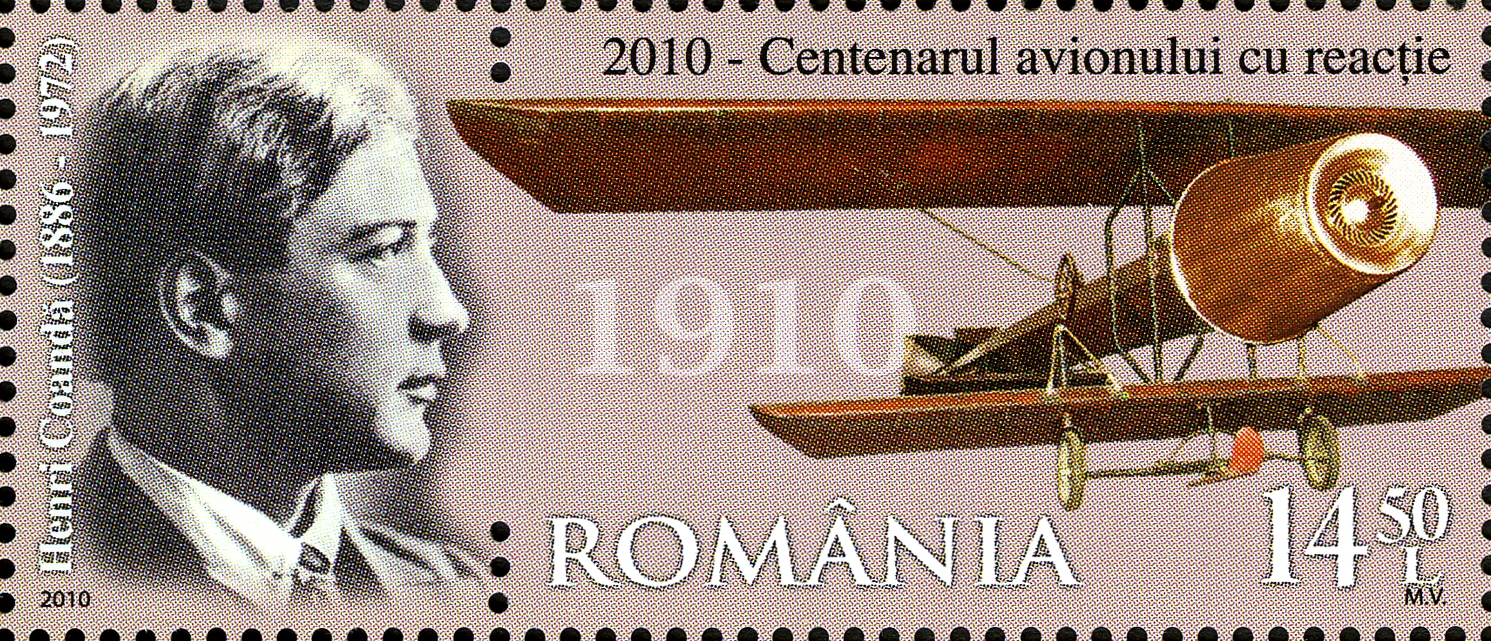
Почтовая марка Румынии, 2010 год

После Первой мировой войны он продолжал заниматься изобретениями, среди которых были аэросани и аэродинамический поезд. В 1934 году он запатентовал во Франции эффект Коанда.
Во время Второй мировой войны Анри Коанда оставался в оккупированной Франции, а в 1969 году принял решение вернуться в социалистическую Румынию, где был назначен директором Института научного и технического творчества. В 1971 году он, вместе с Элие Карафоли, создал кафедру авиационной техники в Бухарестском Политехническом Университете.
Анри Коанда умер в Бухаресте 25 ноября 1972 года в возрасте 86 лет. Похоронен на кладбище Беллу.

## Память
- Именем Коанда назван международный аэропорт Бухареста.
- В 2000 году была выпущена почтовая марка Молдовы, посвященная Анри Коанда.